# 센트럴코스트

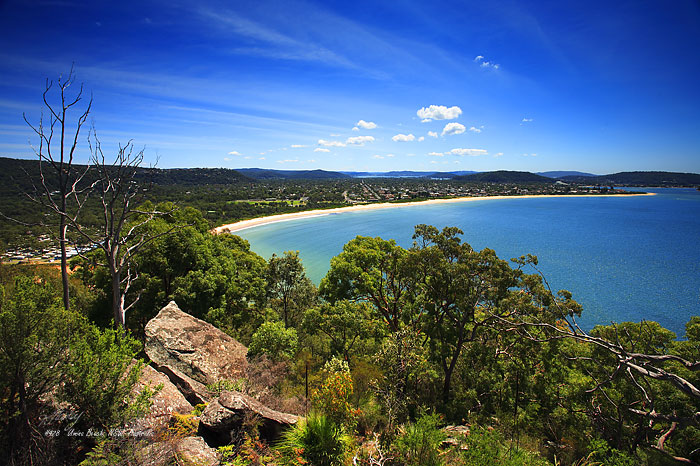

센트럴코스트(영어: Central Coast)는 오스트레일리아 뉴사우스웨일스주 안에 위치한 도시 근교 지역이다.
2021년 기준 인구 수는 346,596이다. 고스포드(Gosford), 와이용(Wyong), 테리갈(Terrigal)과 같은 지역으로 구성된 이 지역은 뉴사우스웨일즈에서 세 번째로 큰 도시 지역이자 호주에서 아홉 번째로 큰 도시 지역이다. 지리적으로 센트럴코스트는 일반적으로 남쪽의 혹스베리강, 서쪽의 와타간 산맥, 시드니 분지에 있는 맥쿼리 호수의 남쪽 끝으로 둘러싸인 지역을 포함하는 것으로 간주된다.